# David Douglas Duncan
David Douglas Duncan   (Kansas City, 23 de gener de 1916 - Grassa, 7 de juny de 2018) va ser un fotògraf estatunidenc, considerat un dels fotògrafs més influents del segle xx. Va ser conegut per la seva fotografia de combat, sent un corresponsal de la Guerra del Vietnam.

## Biografia
Duncan va néixer a Kansas City (Missouri), on va viure una infància marcada amb interessos a l'exterior, que el va ajudar a obtenir el rang de Eagle Scout als escoltes de Missouri a una edat relativament jove. Una presentació de diapositives a l'escola primària de Duncan a Kansas City li va inspirar un gran interès per la fotografia i en viatjar pel món.
Duncan va assistir breument a la Universitat d'Arizona, on va estudiar arqueologia. Mentre que a Tucson, sense adonar-se va fotografiar John Dillinger tractant d'entrar en un hotel. Duncan finalment va continuar la seva educació en la Universitat de Miami, on es va graduar el 1938, després d'haver estudiat zoologia i espanyol. Va ser a Miami que el seu interès pel fotoperiodisme va començar de debò. Va treballar com a editor d'imatges i com a fotògraf del diari de la universitat.

## Carrera professional
La seva carrera com a reporter gràfic va tenir el seu origen quan va prendre fotografies d'un incendi d'hotel a Tucson (Arizona), on es trobava l'estudi de l'arqueologia de la Universitat d'Arizona. Les seves fotos inclouen un des hostes de l'hotel que va fer repetits intents de tornar a l'edifici en flames per buscar la seva maleta.
Aquesta foto va resultar ser notícia quan l'hoste va resultar ser estat notori lladre de bancs John Dillinger i la maleta contenia el producte d'un robatori a un banc on hi havia disparat contra un oficial de policia. Malauradament, després de mostrar la pel·lícula durant el judici, la pel·lícula es va perdre per sempre, i les fotos van arribar a ser impresses.
Després de la universitat, va començar a atreballar per lliure, venent els seus treball a revistes com The Kansas City Star, Life o National Geographic. Després de l'atac a Pearl Harbor Duncan es va unir a la Infanteria de Marina, on es va guanyar una comissió oficial, i es va convertir en fotògraf de combat.
Després de breus estades a Califòrnia i Hawaii, va ser enviat al Pacífic Sud en assignació, quan els Estats Units va entrar en la Segona Guerra Mundial.
En una breu participació en l'illa de Bougainville, Duncan es va trobar lluitant contra els japonesos. Duncan també va cobrir la batalla d'Okinawa. Duncan seria a bord de la USS Missouri (BB-63) durant la rendició japonesa.
Les seves fotografies en temps de guerra eren tan impressionants que, després de la guerra, va ser contractat per la revista Life per a unir-se al seu personal, des d'on va cobrir esdeveniments com la fi del Raj britànic a l'Índia i diversos conflictes a Turquia, Europa, Àfrica i l'Orient Mitjà.
Potser les seves fotografies més famoses van ser preses durant la guerra de Corea. Va compilar moltes de les seves fotos en un llibre titulat Això és la guerra! (1951), i va destinar la recaptació a les vídues i els fills dels infants de marina que havia estat morts en el conflicte. Duncan és considerat com el fotògraf de combat més important de la Guerra de Corea.
En la Guerra del Vietnam, Duncan finalment va compilar dos llibres addicionals Protesto! (1968) i Guerra sense herois (1970). En aquest cas, Duncan va sortir del seu paper com a fotògraf neutral i va desafiar a com el govern dels EUA va tractar la guerra.
A part de les seves fotografies de combat, Duncan és també conegut per les seves fotografies de Pablo Picasso de qui va publicar set llibres de fotografies.
El 1966 va publicar Nomad Yankee, una autobiografia visual que recollia fotografies representatives de tota la seva carrera. El 2003, aquesta va ser revisada i publicada sota el títol de Nomad fotos.
Duncan va viatjar extensament per Orient Mitjà, després d'haver estat posat allà per 10 anys com a fotògraf de Life. Posteriorment va publicar El món d'Alà, el 1982
Va viure a Mougins, França, molt a prop de Cannes i d'on Picasso va passar els seus últims 12 anys. El 23 de gener del 2016 es va destacar que arribava a centenari.